# Jagodne (Sainte-Croix)
Pour les articles homonymes, voir Jagodne.
Jagodne est une localité polonaise de la gmina de Mirzec, située dans le powiat de Starachowice en voïvodie de Sainte-Croix.